# A Night in Copenhagen
A Night in Kopenhagen – koncertowy album amerykańskiego saksofonisty jazzowego Charlesa Lloyda będący rejestracją występu jego zespołu podczas Copenhagen Jazz Festival w Kopenhadze. Jako gość specjalny razem z Charles Lloyd Quartet wystąpił Bobby McFerrin.
Nagrania dokonane 11 lipca 1983 przez duńską rozgłośnię Danmarks Radio. Album wydany w 1984 przez Blue Note (BL 85104). Reedycja na CD - Blue Note 1992. Wszystkie utwory na płycie to kompozycje Charlesa Lloyda.

## Muzycy
- Charles Lloyd – saksofon tenorowy (2,5,7), flet (3,4,6), obój chiński[2] (1)
- Michel Petrucciani – fortepian
- Palle Danielsson – kontrabas
- Woody "Son Ship" Theus – instrumenty perkusyjne
- Bobby McFerrin – śpiew w utworach: "Third Floor Richard" i "Of Course, of Course"

## Lista utworów
Strona A
| 1. | "Lotus Land (To Thakur and Trane)" | 9:07  |
|    |                                    |       |
| 2. | "Lady Day"                         | 7:22  |
|    |                                    |       |
| 3. | "El Encanto"                       | 6:21  |
|    |                                    |       |
|    |                                    | 22:50 |
|    |                                    |       |
Strona B
| 4. | "Third Floor Richard"                                | 8:12  |
|    |                                                      |       |
| 5. | "Night Blooming Jasmine"                             | 14:20 |
|    |                                                      |       |
| 6. | "Of Course, of Course" (utwór bonusowy, tylko na CD) | 9:36  |
|    |                                                      |       |
| 7. | "Sweet Georgia Bright" (utwór bonusowy, tylko na CD) | 11:46 |
|    |                                                      |       |
|    |                                                      | 43:54 |
|    |                                                      |       |

## Informacje uzupełniające
- Produkcja – Charles Lloyd, Gabreal Franklin, Dorothy Darr
- Produkcja festiwalu – Ib Skovgaard
- Inżynier dźwięku – Jern Jacobsen
- Produkcja reedycji – Michael Cuscuna, Matt Pierson
- Projekt okładki reedycji – Franco Caligiuri